# Quarter Video Graphics Array
 (décembre 2022).
Si vous disposez d'ouvrages ou d'articles de référence ou si vous connaissez des sites web de qualité traitant du thème abordé ici, merci de compléter l'article en donnant les références utiles à sa vérifiabilité et en les liant à la section « Notes et références ».
 (décembre 2022).

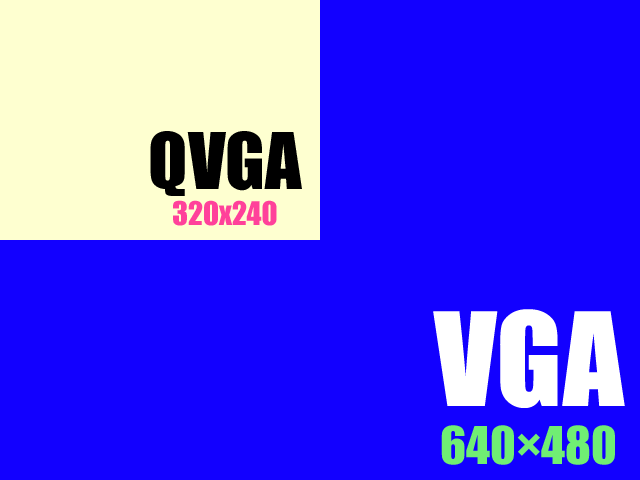
Cette image montre la pleine résolution du VGA par rapport à celle du QVGA

Le QVGA ou Quarter Video Graphics Array est une norme d'affichage moniteurs ou de téléphones portables dont la définition est de 320×240 pixels, soit 76 800 pixels.
La proportion de l'écran est de 4/3 (largeur / hauteur) ; c'est-à-dire que la largeur est 1,333… (4/3) fois plus grande que la hauteur.

## Table de comparaison
| Format d’affichage vidéo | Définition  | Définition  | Pixels (en millions) | Ratio largeur/hauteur | Pourcentage de différence en pixels | Pourcentage de différence en pixels | Pourcentage de différence en pixels | Pourcentage de différence en pixels | Pourcentage de différence en pixels | Pourcentage de différence en pixels | Pourcentage de différence en pixels | Pourcentage de différence en pixels | Pourcentage de différence en pixels | Format écran large | Dimension typique de l’écran |
| Format d’affichage vidéo | X (largeur) | Y (hauteur) | Pixels (en millions) | Ratio largeur/hauteur | QVGA                                | VGA                                 | SVGA                                | XGA                                 | XGA+                                | SXGA                                | SXGA+                               | UXGA                                | QXGA                                | Format écran large | Dimension typique de l’écran |
| ------------------------ | ----------- | ----------- | -------------------- | --------------------- | ----------------------------------- | ----------------------------------- | ----------------------------------- | ----------------------------------- | ----------------------------------- | ----------------------------------- | ----------------------------------- | ----------------------------------- | ----------------------------------- | ------------------ | ---------------------------- |
| QVGA                     | 320         | 240         | 0,08                 | 1,33                  | 0%                                  | -75 %                               | -84 %                               | -90 %                               | -92 %                               | -94 %                               | -95 %                               | -96 %                               | -98 %                               |                    | 2,8″/ 7,11 cm                |
| VGA                      | 640         | 480         | 0,31                 | 1,33                  | 300 %                               | 0%                                  | -36 %                               | -61 %                               | -69 %                               | -77 %                               | -79 %                               | -84 %                               | -90 %                               | WVGA               |                              |
| SVGA                     | 800         | 600         | 0,48                 | 1,33                  | 525 %                               | 56 %                                | 0 %                                 | -39 %                               | -52 %                               | -63 %                               | -67 %                               | -75 %                               | -85 %                               |                    |                              |
| XGA                      | 1024        | 768         | 0,79                 | 1,33                  | 914 %                               | 156 %                               | 64 %                                | 0 %                                 | -21 %                               | -40 %                               | -47 %                               | -59 %                               | -75 %                               | WXGA               | 15″/ 38 cm                   |
| XGA+                     | 1152        | 864         | 1,00                 | 1,33                  | 1196 %                              | 224 %                               | 107 %                               | 27 %                                | 0 %                                 | -24 %                               | -32 %                               | -48 %                               | -68 %                               | WXGA+              | 17″/ 43 cm                   |
| SXGA                     | 1280        | 1024        | 1,31                 | 1,25                  | 1607 %                              | 327 %                               | 173 %                               | 67 %                                | 32 %                                | 0 %                                 | -11 %                               | -32 %                               | -58 %                               | WSXGA              | 17-19″/ 43-48 cm             |
| SXGA+                    | 1400        | 1050        | 1,47                 | 1,33                  | 1814 %                              | 379 %                               | 206 %                               | 87 %                                | 48 %                                | 12 %                                | 0 %                                 | -23 %                               | -53 %                               | WSXGA+             |                              |
| UXGA                     | 1600        | 1200        | 1,92                 | 1,33                  | 2400 %                              | 525 %                               | 300 %                               | 144 %                               | 93 %                                | 46 %                                | 31 %                                | 0 %                                 | -39 %                               | WUXGA              | 20″/ 51 cm                   |
| QXGA                     | 2048        | 1536        | 3,15                 | 1,33                  | 3996 %                              | 924 %                               | 555 %                               | 300 %                               | 216 %                               | 140 %                               | 114 %                               | 64 %                                | 0 %                                 | WQXGA              | 30″/ 76 cm                   |